# Synagoge (Waldgrehweiler)
Bei der Synagoge Waldgrehweiler handelte sich um einen eingeschossigen Bruchsteinbau mit Fachwerkgiebel und mit Hohlziegeln gedeckten Satteldach, der traufständig hier am Platz, etwas zurückgesetzt zur Hauptstraße (im Volksmund in diesem Teilabschnitt als „Judengasse“ bezeichnet) von Waldgrehweiler stand. Bei dem Eingang des Bethauses handelte es sich um einen schlichten Rechteckeingang mit Sandsteingewände. Einziger Schmuck war die hebräische Inschrift des leicht gewölbten Türsturzes (heute eingemauert Triftstraße 4 in Obermoschel) aus Psalm 118,20: „Dies ist das Tor des Herrn, die Gerechten werden dahin eingehen“.
Nach Erzählungen soll die „Judenschule“ – wie sie heute noch im Ort genannt wird – 1806/1810 erbaut und eingerichtet worden sein. Leider ist über die Geschichte der Waldgrehweilerer Synagoge fast nichts bekannt. Nach mündlicher Überlieferung befanden sich bei der Synagoge auch ein rituelles Bad (Mikwe) und ein Schulraum. Das Synagogengebäude wurde zu späterer Zeit als Scheune verwendet. Ende der 1950er bis Anfang 1960er Jahre wurde diese abgebrochen. Sie bildete den Mittelpunkt der im Volksmund als „Judeneck“ oder auch „Klostereck“ bezeichneten Hofansiedlung zwischen „Ronseweges“ (Hauptstraße Richtung Ransweiler) und Ransenbach. Noch heute stehen hier die ältesten Wohnhäuser der Gemeinde. Sie sind alle als Fachwerkbauten erstellt und stehen teilweise unter Denkmalschutz. Der Keller des Wohnhauses Hauptstraße 32 ist mit 1577 datiert. Neben den Wohnhäusern prägen landwirtschaftliche Nutzbauten wie Scheunen und Holzschuppen die Anlage.